# جوائز لاسكر
جوائز لاسكر (بالإنجليزية: Lasker Award)‏ تُمنح سنويًا منذ عام 1945 للأشخاص الأحياء الذين قدموا مساهمات كبيرة في العلوم الطبية أو الذين يؤدون الخدمة العامة نيابة عن الطب. تدار من قبل مؤسسة لاسكر، التي أسسها ألبرت لاسكر وزوجته ماري وودارد لاسكر (في وقت لاحق ناشطة في البحوث الطبية). يشار أحيانًا إلى الجوائز باسم «نوبل أمريكا». اكتسبت جائزة لاسكر شهرة في تحديد الفائزين في المستقبل بجائزة نوبل. حصل ستة وثمانون من الحاصلين على جائزة لاسكر على جائزة نوبل ، بما في ذلك 32 في العقدين الأخيرين.   كلير بوميروي هي الرئيسة الحالية للمؤسسة.
الجوائز الأربعة الرئيسية هي: 
- جائزة ألبرت لاسكر للبحوث الطبية الأساسية
- جائزة لاسكر-دبغي للأبحاث الطبية السريرية
- جائزة لاسكر-بلومبرغ للخدمة العامة (أعيدت تسميتها في عام 2011 من جائزة ماري وودارد لاسكر للخدمة العامة. أعيدت تسميتها في عام 2000 من جائزة ألبرت لاسكر للخدمات العامة.)
- جائزة لاسكر-كوشلاند الخاصة للإنجاز في العلوم الطبية (1994–)

الجوائز تحمل تكريمًا بقيمة 250000 دولار لكل فئة. 
تلقى مدمنو الكحول المجهولون عن استشهاد جماعي من مؤسسة لاسكر في عام 1951. 
تم التبرع بمجموعة من الأوراق من مؤسسة ألبرت وماري لاسكر للمكتبة الوطنية للطب من قبل السيدة ألبرت د. لاسكر في أبريل 1985. 

## روابط خارجية
- مؤسسة لاسكر - الموقع الرسمي
- مؤسسة ألبرت وماري لاسكر - أرشيف جوائز ألبرت وماري لاسكر (1944)-- مكتبة الطب الوطنية يإيجاد المساعدات